# Хитрик Геннадій Васильович
Генна́дій Васи́льович Хи́трик — підполковник Національної гвардії України.

## Біографія
Проживав у смт Стрижавка Вінницької області. Виріс у сім'ї військовика. У 1993 році вступив до Хмельницького інституту Прикордонних військ України, 20 років віддав військовій службі. Від першого шлюбу залишився син, одружився вдруге, з дружиною виховували двоє дітей.
Майор, начальник групи бойової та спеціальної підготовки в.ч. 3012 м. Одеса, Південне оперативно-територіальне об'єднання Національної гвардії України.
2 листопада 2014 року о 7:28 в мікрорайоні «Східний» міста Маріуполь, на блокпосту на вул. Таганрозькій під час огляду цивільного автомобіля, стався потужний вибух. Від поранень помер у лікарні Маріуполя. Служба безпеки України встановила, що автомобіль використано для теракту. Машину з вибухівкою супроводжував безпілотник російських фахівців. При наближенні до блокпоста терористи привели в дію вибуховий пристрій мобільним телефоном.
Похований у Стрижавці 5 листопада 2014 року.
Без Геннадія лишились батько Василь Петрович Хитрик, дружина Оксана, син-курсант Хмельницької академії прикордонних військ, донька Анастасія; брат Максим.

## Нагороди
За особисту мужність і героїзм, виявлені у захисті державного суверенітету та територіальної цілісності України, вірність військовій присязі під час російсько-української війни нагороджений орденом «За мужність» III ступеня (26.2.2015, посмертно).

## Вшанування пам'яті
- Підполковник (посмертно).
- 13 жовтня 2016 року у Клекотинській середній загальноосвітній школі І—ІІІ ступенів Шаргородського району відкрили меморіальну дошку колишньому учневі школи Геннадію Васильовичу Хитрику.[9]